# Pflaumenmus

Mischbrot mit Butter und Powidl

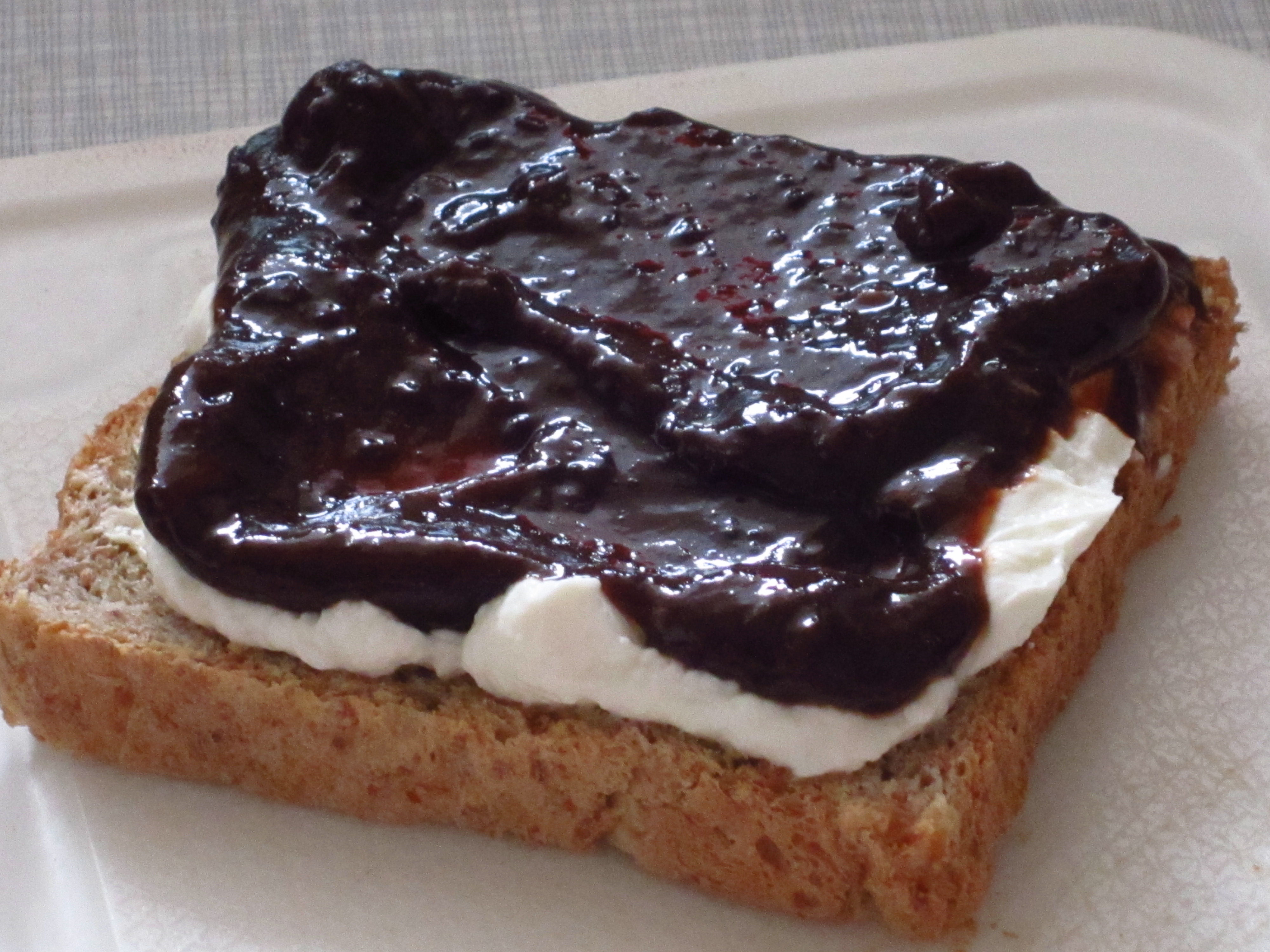
Eine Scheibe Toastbrot mit Quark und Pflaumenmus

Pflaumenmus ist ein dick eingekochter Brei aus Pflaumen oder Zwetschgen (Zwetsch[g/k]enmus), der als Brotaufstrich und Zutat für Süß- und Mehlspeisen dient. In der Schweiz nennt man das dort übliche Pflaumenmus Latwerge, in Österreich Powidl. In Teilen von Hessen spricht man von Zwetschgenhonig. Im Hunsrück spricht man von Leckschmier. In Südhessen und der Pfalz ist ebenfalls Latwerge (ausgesprochen: Latwersch), in Lothringen und im Elsass Quetscheschläggel (Quetsche = Zwetschge) gebräuchlich, in schlesischer Mundart spricht man von Schmootsch.
In verschiedenen Regionen ist auch die Bezeichnung Kreude verbreitet.

## Pflaumenmus

### Zubereitung
Im Gegensatz zur Marmelade oder Konfitüre wird Pflaumenmus traditionell nur durch Reduzieren ohne Gelier- und Konservierungsstoffe hergestellt.
Zur Zubereitung werden möglichst reife und süße Zwetschgen entkernt, grob zerkleinert, mit höchstens einem Viertel ihres Gewichts an Zucker und je nach Rezept mit etwas Essig vermischt, um einen Tag zu ruhen. Dann hat der Zucker einen großen Teil des Saftes mittels Osmose aus dem Zellgewebe gezogen. Anschließend wird die Mischung bei mäßiger Hitze über mehrere Stunden und unter regelmäßigem Rühren offen gekocht, bis ein dickes, dunkelviolettes bis braunes Mus entstanden ist.
Nach dem Deutschen Lebensmittelbuch muss ein unter dem Namen „Pflaumenmus“, „Zwetschgenmus“ oder „Zwetschenmus“ gehandeltes Produkt folgende Anforderungen erfüllen:
Auf 100 Teile Pflaumenmus kommen mindestens 140 Teile entsteinte Pflaumen und höchstens 30 Teile Zucker. Von den 140 Teilen Frucht dürfen höchstens 35 Teile aus Dörrpflaumen stammen. Die Trockenmasse muss mindestens 50 % betragen.

### Konservierung
Durch einmaliges Erhitzen bis zum Kochen, den Wasserentzug beim weiteren offenen Köcheln und den gesamten Zuckergehalt ist Pflaumenmus über mehrere Jahre haltbar. Bei Abfüllen in Gläser (beispielsweise mit Schraubdeckel) ist keine weitere Konservierung notwendig, wenn die Gläser vor dem Füllen mit kochendem Wasser ausgespült wurden. Alternativ kann der Inhalt beim Einkochen im Einkochglas sterilisiert werden.
Traditionell wurde Pflaumenmus in Steinguttöpfen aufbewahrt.
Wird das Mus nur kurz und nicht dick eingekocht, bleibt es säuerlicher, der Zuckeranteil ist geringer und die Haltbarkeit ist reduziert. Verderb wird durch Essiggeruch oder Schimmelbelag erkennbar.

### Würzung
Meist wird dick eingekochtes Pflaumenmus mit Zimt, Nelken oder Sternanis gewürzt, die vor oder während des Kochens hinzugefügt werden.
Eine besondere Note erhält das Mus, wenn man einige grüne Walnüsse mit Außenschale beigibt. Es entsteht dann ein fast schwarzes Endprodukt.

### Regionale Varianten

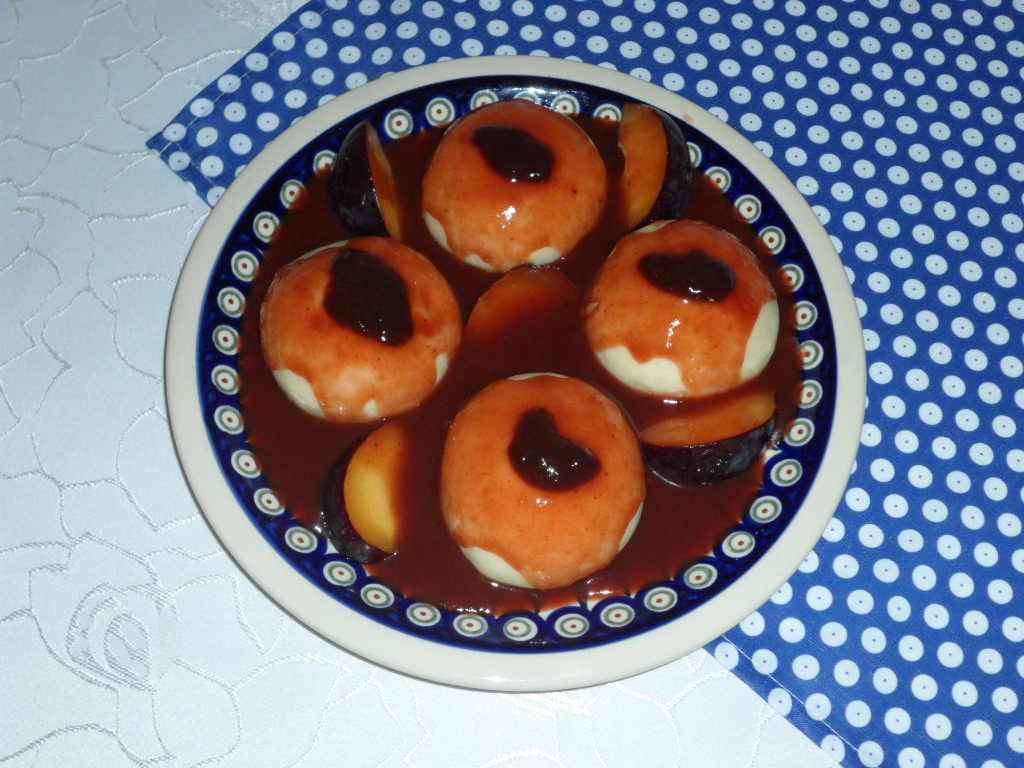
Schlesische Hefeklöße (Häwekließla) mit Pflaumenschmootsch

Eine Variante ist das besonders in Mecklenburg-Vorpommern bekannte Mecklenburger Pflaumenmus; es enthält nur Zwetschgen und Zucker, aber keinerlei Gewürze. Schmootsch wird die Variante aus der Schlesischen Küche genannt.
Magiun von Topoloveni ist ein traditioneller rumänischer Aufstrich auf Pflaumenbasis, der 2011 den Status einer geschützten Ursprungsbezeichnung der Europäischen Union erhalten hat. Er wird aus sehr reifen Pflaumen ohne Zuckerzusatz hergestellt und stammt aus der Stadt Topoloveni im Kreis Argeș.

## Latwerge
Die als Leckmittel eigentlich eine Arzneimittelkonservierungsform darstellende Pflaumenlatwerge (im Mittelalter und in der Frühen Neuzeit Diaprunis genannt und aus Prunus domesticus hergestellt) bezeichnet heute oft ein Pflaumen- oder Zwetschgenmus, kann bisweilen aber auch aus Schlehe, Wacholder, Hagebutte, Fichtentrieben usw. hergestellt werden. Es existieren zahlreiche regionale Varianten der Latwerge sowie verschiedene Schreibweisen und Bezeichnungen (der Latwerg; regional Lattwerg, Lattwerch, Lattwersch, Latwäri, Latweje, Latwejsche, Latschmiere, Leckschmiere, Leckmerich, Leckwenisch, Leckwar, Laksem oder Laxem genannt).
Latwerge wird sowohl als Brotaufstrich als auch zum Süßen von Quarkspeisen und anderen Desserts verwendet. Als Lattwaerick wird im Pennsylvania Dutch stark eingedickter Apfel- oder Birnensaft bezeichnet, welcher im Rheinland als Apfelkraut, in Belgien als Sirop de Liège (Lütticher Sirup) und in der Westschweiz als vin cuit („gekochter Wein“, nicht zu verwechseln mit dem gleichnamigen fermentierten Mostkonzentrat Vin cuit de Provence) bekannt ist.

### Zubereitung
Klassisch wurde die Zwetschgen-Latwerge in gewaltigen Mengen und mit nachbarschaftlicher Hilfe im kupfernen Waschkessel der Waschküche eingekocht. Gelegentlich findet sich das gemeinschaftliche Zubereiten jedoch auch heute noch – zur Pflege der „Tradition, […] Erhaltung des Kulturgutes wie auch […] der Gemeinschaft.“
Heutzutage wird sie dagegen in haushaltsüblichen Mengen auf dem Herd zubereitet, bisweilen auch im Backofen. Die Latwerge erfordert außer den Zwetschgen keine weiteren Zutaten. Je nach Region werden jedoch gegen Ende der Kochzeit ca. 10 % Zucker und Gewürze (z. B. Zimt, Sternanis) zugegeben.

## Powidl
Powidl (auch Powidel, aus tschechisch povidla oder polnisch powidła) ist in der böhmischen und österreichischen Küche verwendetes Zwetschgenmus. Der Powidl wird als Füllung für Buchteln, Kolatschen, Powidltascherln, Powidlpofesen, Powidlkuchen und Germknödel verwendet, aber auch als Brotaufstrich.

### Herstellung
Die traditionelle, bäuerliche Powidl-Herstellung war ein spätherbstliches Gesellschaftsereignis, bei dem dieses Zwetschgenmus gemeinschaftlich in großen Mengen als Wintervorrat und natürliches Süßungsmittel hergestellt wurde. Da das zäh Gekochte unentwegt kräftig gerührt werden muss, hat man sich bei der schweren Muskelarbeit gegenseitig abgelöst.
Als Zutat können frische Zwetschgen oder auch welche, die zu einem späten Zeitpunkt geerntet werden, verwendet werden. 
Bei geringerer Ausgangsmenge und kürzerem Einkochen ist es notwendig, und auch zulässig, Zucker zuzusetzen. Powidl, der ohne Zuckerzusatz hergestellt wird, besteht aus ca. 500 Gramm Früchten je 100 Gramm; im Handel werden unter der Bezeichnung „Powidl“ aber auch Erzeugnisse mit Zuckerzusatz und einem Rohfruchtanteil von rund 300 Gramm Früchten je 100 Gramm verkauft.
Mit Beitritt zur EU wurde die parallele Verwendung des Begriffs Powidl und Pflaumenmus vereinbart.
Gemäß österreichischem Lebensmittelbuch ist Powidl ein Obstmus aus Zwetschgen, für das folgende Anforderungen gelten:
- Trockenmasse mindestens 53 %, bei Zuckerzusatz mindestens 58 %
- Höchstens 30 % Anteil an zugesetztem Zucker im Fertigprodukt

In der Praxis dürfen nur Erzeugnisse als „Powidl“ gehandelt werden, welche diesen Anforderungen genügen. „Pflaumenmus“ gilt in Österreich als Ersatzbezeichnung für Erzeugnisse, die wegen Verfehlens der Mindestanforderungen nicht als Powidl deklariert werden dürfen.

### Trivia
Der Ausdruck „… ist mir powidl“ bedeutet „… ist mir egal“ und wird vorzugsweise im Affekt verwendet (wienerisch).